# A magyar autópálya-hálózat története

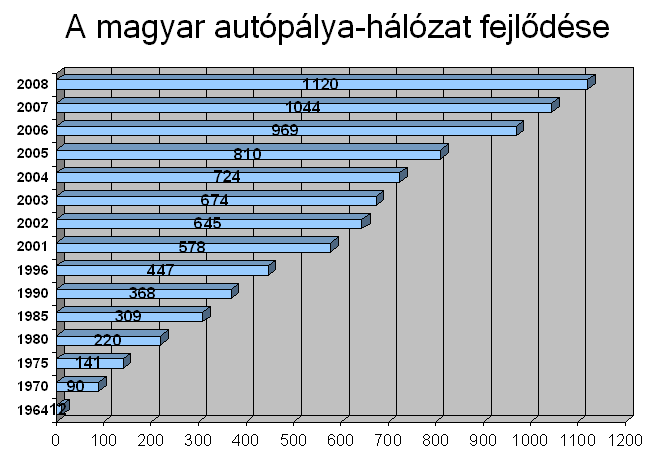
A magyar autópálya-hálózat hossza (az adatok kilométerben értendők)

A magyarországi gyorsforgalmi utak fejlődésének kronológiája.

## Első tervek automobilutak kiépítésére

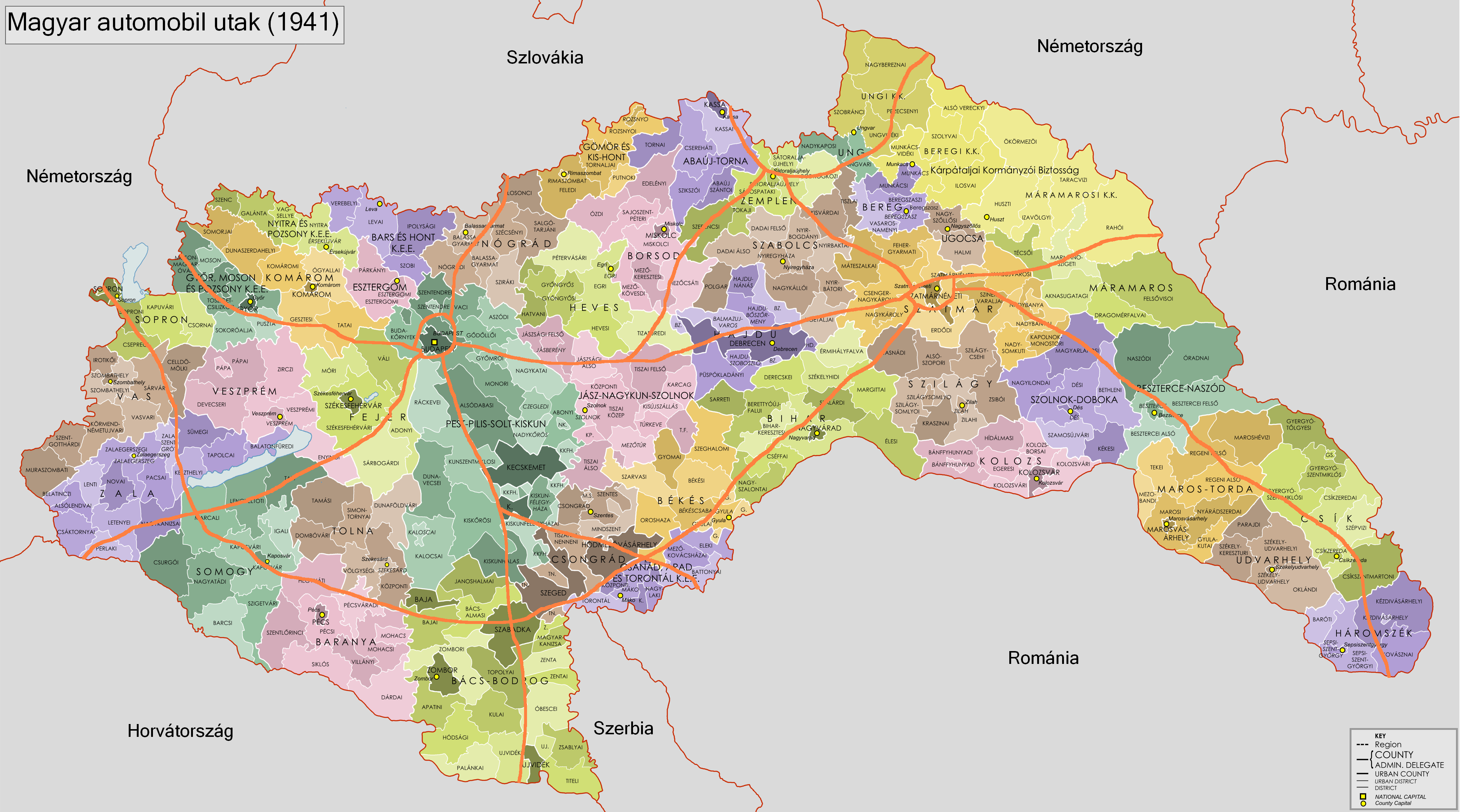
A térkép dr. Vásárhelyi Boldizsár munkája alapján készült el. A narancssárga vonal mentén húzódtak volna ezek az úgynevezett automobil-utak

Az első hazai tervezet, automobil-pályák kialakítására Vásárhelyi Boldizsár keze munkája volt, aki 1941-ben készítette el az első szakszerű koncepciót doktori disszertációjaként.
1941-ben készült, némely tekintetben körültekintőbb volt a mainál.
Bár ez a tervezet sem szüntette volna meg a Budapestről kiinduló sugaras szerkezetet, viszont hangsúlyozottan olyan helyeken vezette volna az autópályát, ahol nincsen főút. Például: keletre a 3-as és 4-es utak között légvonalban Debrecen felé, délnek az 5-ös főút és a Duna között egyenesen Újvidék és Belgrád felé, Zágrábnak a 7-es főúttól délebbre, ezzel a Balatont is távolabbról kerülve el, Tab és Marcali térségében, és Bécs felé is kiegyenesítve az 1-es utat Tata déli elkerülése felé. A tervezet az akkori kétszeres országterületen 2000 km automobil-pálya kiépítésével számolt, lényegében a mai külső gyűrűvel is. Mindezek közül egyedül az 1-es főút áthelyeződése valósult meg: majd a kiépülő autópálya itt is az áthelyezett főút nyomvonalát követte. A hatvanas évek elején kifejezetten rekonstrukciós munkaként kezdődött meg a később M1-es autópályává kiépült 80-as főút autóúttá fejlesztése.
Ugyanekkor éles szakmai viták voltak az először a főváros és Székesfehérvár közötti szakaszában megépülő M7 terveiről is: jelentős hangsúlyt kapott az az álláspont, hogy egy olyan nagy várost, mint Székesfehérvár, nem kerülhet el az autópálya. Ebben az esetben az építés elhúzódásának előnyös hatása volt, hogy közben a nézetek is fejlődhettek. Egy hasonló típusú vita zajlott le egy évtizeddel később Győr elkerüléséről – itt már csak az északi vagy déli elkerülés volt a tét – ahol szintén az idő segített abban, hogy végül is a korszerűbb hálózati megoldást építsenek meg.

## Tervek 1968-tól kezdve

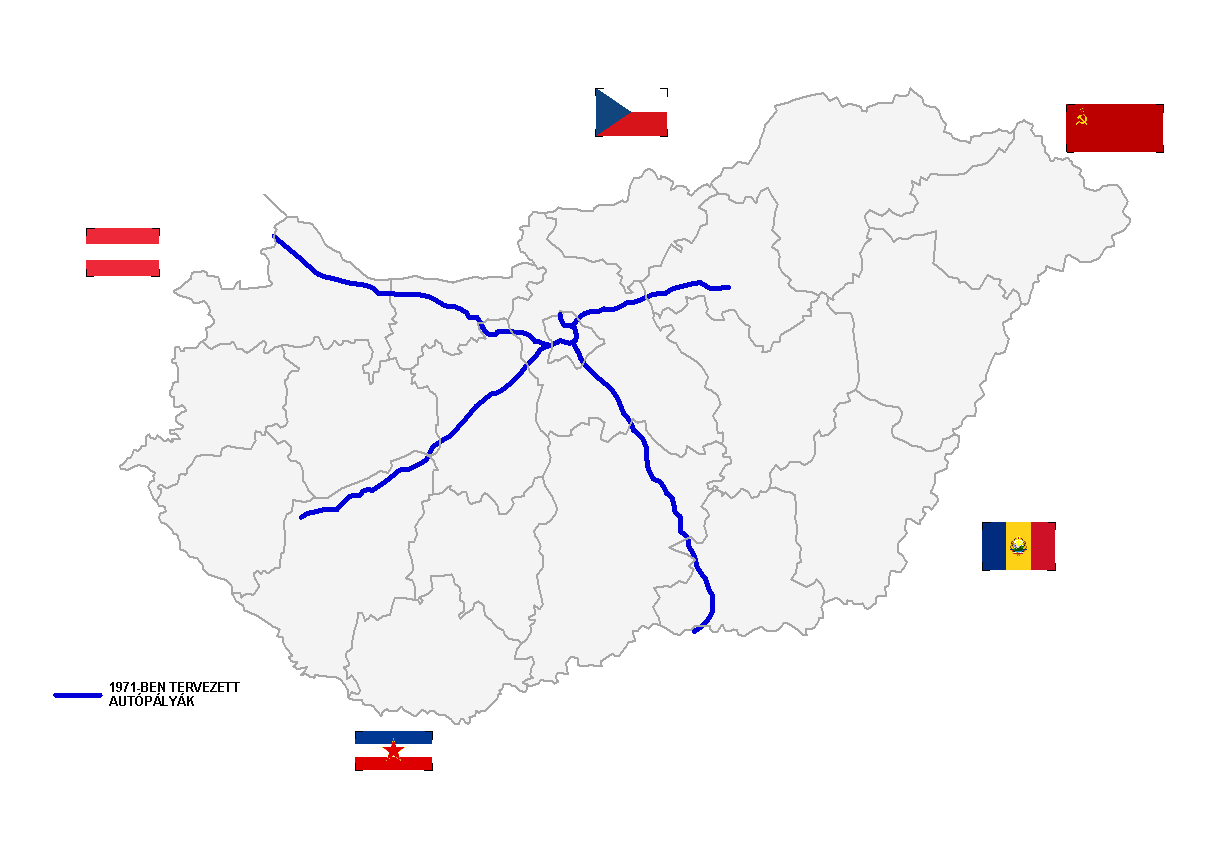
Építendő autópályák a 3073/1971 Minisztertanácsi rendelet szerint (Győrt északról elkerülve, Budapesten magas vezetésű körúti autópálya)

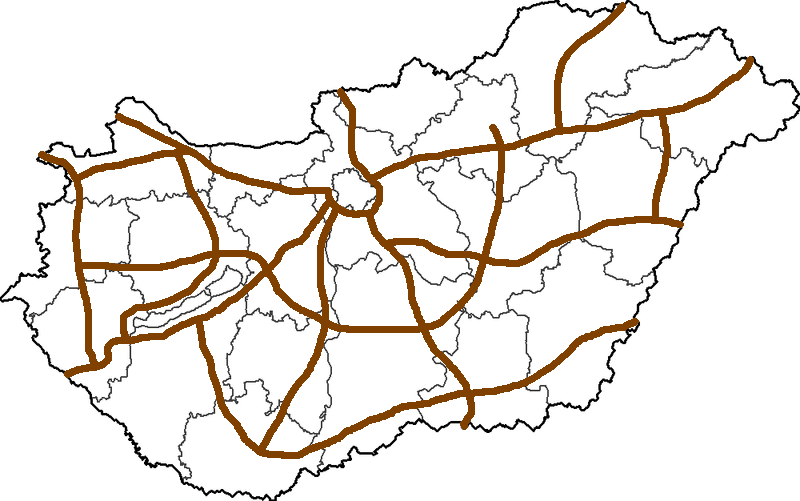
Az 1974-es tervezet

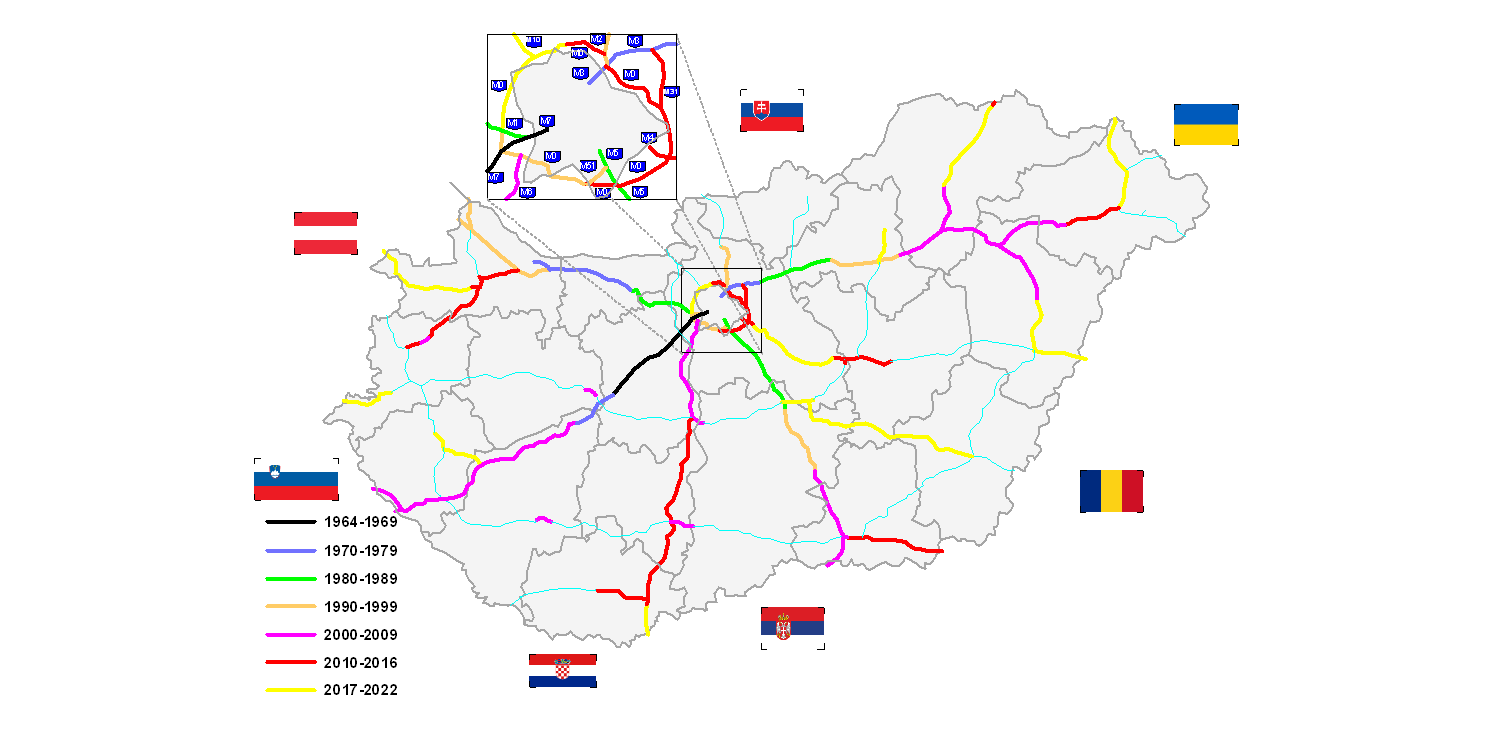
A magyar autópálya-hálózat fejlődése 1964–2022 között

A Kádár-korszak elején született 1968-as közlekedéspolitikai koncepció még a nyolc darab egyszámjegyű főutat tekintette a hazai közúti forgalom gerincének. Az 1971-es településhálózat-fejlesztési koncepció nyomán mégis kialakult egy olyan hivatalos gyorsforgalmi úthálózati elképzelés, amely a nyolc sugárirányú főútvonal és az azt kiegészítő soproni és észak-balatoni út mellett fontos gyűrűs elemeket tartalmazott: az M0-s gyűrű déli és keleti szektorát, egy Győr–Veszprém–Székesfehérvár–Dunaföldvár–Kecskemét–Szolnok–Eger „belső” gyűrűt, továbbá egyes elemeket egy „külső” gyűrűből, Sopron–Szombathely–Nagykanizsa, Balatonlelle–Kaposvár–Pécs–Baja–Szeged–Békéscsaba–Gyula, illetve Berettyóújfalu–Debrecen–Nyíregyháza szakaszokon. Ezen belül az elképzelés az 1-es, 3-as, 5-ös, 7-es utak autópályaként való kiépítésével számolt. Összesen 500 kilométernyi autópálya megépítésével számoltak 1985-ig. A korszak koncepciókészítőinek merev gondolkodásmódja azonban lényegi pontokon hagyta változatlanul Magyarország térszerkezetét: az felvázolt autópálya-hálózat Budapest központú, a nagy folyamokat pedig pontosan ott keresztezik az utak, ahol a terv elkészítésének idején már hidak álltak.
Lényegében a fentieket szentesítette, hogy 1978-ban az újabb közlekedéspolitikai koncepcióba már bekerült irányelvként a közúti főhálózat sugaras szerkezetének gyűrűs-sugaras rendszerré való átalakítása. Ez a felfogás elfogadja a Budapestet elkerülő irányok létjogosultságát, de még ez a terv is csak a főváros-központúság fenntartásával ad teret a harántirányú utaknak. 1988-ban már a kiemelt feladatok között jelenik meg az észak-déli és kelet-nyugati tranzit forgalomáramlási irányokhoz való európai színvonalú csatlakozások megteremtésének az igénye. Ebben is megmutatkoznak a nemzetközi helyzetben érlelődő változások, amelynek a gyorshálózatban logikus következménye egy kinyíló rácsszerkezet elfogadása. Az 1991-ben elfogadott 1991–2000 évekre szóló Országos Közúthálózat-fejlesztési Program a sugár- és harántirányú utak fejlesztését támogatta, ám nem tartotta kivitelezhetőnek a lobbisták tevékenységének köszönhetően egyre erőteljesebben megjelenő déli autópályát.

## 1980 előtt
Magyarországon az első autópályát - az M1-M7 közös szakaszát - 1965. április 1-jén adták át. 1966-ban elkészült az M7-es Balaton felé vezető sávja Martonvásárig. 1967-ben a jobb pálya már Velencéig tartott. 1968-ban már Székesfehérvárig ért az sztráda Balaton irányú sávja. 1970-ben - egy év kihagyás után - már a Balaton partjainál, Balatonaliga határánál tartott a jobb sáv. 1971-ben a 112-es kilométernél található kijáratig, Zamárdiig ért a Budapesttől távolodó oldal. 1972-ben nem folytatták az M7-est, hanem Budaörs és Martonvásár közt főváros irányú sávjait is átadták a pályának. 1973-ban Székesfehérvártól, majd 1975-ben Balatonaligától utazhattunk a főváros felé irányonként két forgalmi sávon. Még ebben az évben elkészült az M1-es autópálya Tatabányától Komáromig a Budapest felé tartó sáv, majd 1977-ben pedig Győr-keletig (ma az M19-es csomópontja) ért a félautópálya. Az M1–M7 1965-ben átadott közös budaörsi szakaszát 1977-1978 között középen kibővítették irányonként további egy sávval a jelenlegi szélességére. Ezen a 12 kilométeren már 2x3 sávon utazhattunk. Még abban az évben elkészült az M3-as Budapesttől Gödöllőig. Ennek az autópályának érdekessége, hogy az építése során, végig megépítették a 2x2 sávot. 1979-ben az M1-es Budaörs-Budakeszi közötti bal szakasza került átadásra.

## 1980 és 1989 között
1980-ban az M3-as építői már Hatvannál tartottak. 1981-ben a Budaörs és Budakeszi között haladó M1-est autópályává bővítették, majd 1982-ben elkészült a Bicskétől Tatabányáig érő 2x2 sávos szakasz. 1983-ban az M3-as már Gyöngyös határában tartott. Az út 70 kilométer hosszú volt. 1985-ben Zsámbék és Bicske között is elkészült az M1-es, eközben az M5-ös a fővárostól Ócsáig 2x2 sávon, míg Ócsától Újhartyánig pedig a bal pályán üzemelt. 1986-ban az M1-es Budaörstől Zsámbékig tartó szakaszának jobb oldali pályáját adták át a forgalom számára. Az M5-t Ócsától Inárcsig 2x2 sávosra bővítették. 1988-ban az M0-s - közkeletű nevén M0a, vagy M51 - első szakasza is elkészült, ami az M5-től Dunaharasztiig tart. 1989-ben az M5-ös Újhartyán és Kecskemét-észak között a Budapest felé vezető oldalon is használható volt a járművek számára.

## 1990 és 1999 között
1990-ben - a rendszerváltást követően - az M1-es Tatabányától Győr-keletig tartott. Elkészült a Tatabányától hiányzó jobb pálya is. A fővárosi körgyűrű déli szektora, Dunaharaszti és 6-os főút közötti szakasza is elkészült a két Duna híddal. Még szintén ebben az évben adták át az Inárcs Újhartyán közé eső M5-ös autópálya jobb oldalát. 1994-ben adták át az M0-s 6-os út és M1-es autópálya közötti szakaszát és elkészült az M1-es Győrt délről elkerülő része is. 1996-ban az M1-es autópálya építése befejeződött. A még hiányzó Győrtől a hegyeshalmi határátlépőig tartó szakaszt is üzembe helyezték. A várva várt Újhartyán-Kecskemét-észak jobb oldali pályáját is birtokukba vehették az M5-ön közlekedők. 1998-ban az M15-ös út jobb pályája készült el. A bal oldali sáv 2019 végére készült el. Az M3-ast Füzesabonyig, az M5-öst pedig Kiskunfélegyházáig bővítették ki. 1999-ben az M0-s körgyűrű az M3-astól a 2-es főútig ért el. Még ebben az évben nyitották meg az autósok előtt a 2A jelzésű utat, amit gyakran M2-es autópályának is neveznek, ám csak Dunakesziig 2x2 sávos.

## Autópálya-építés 2000-től

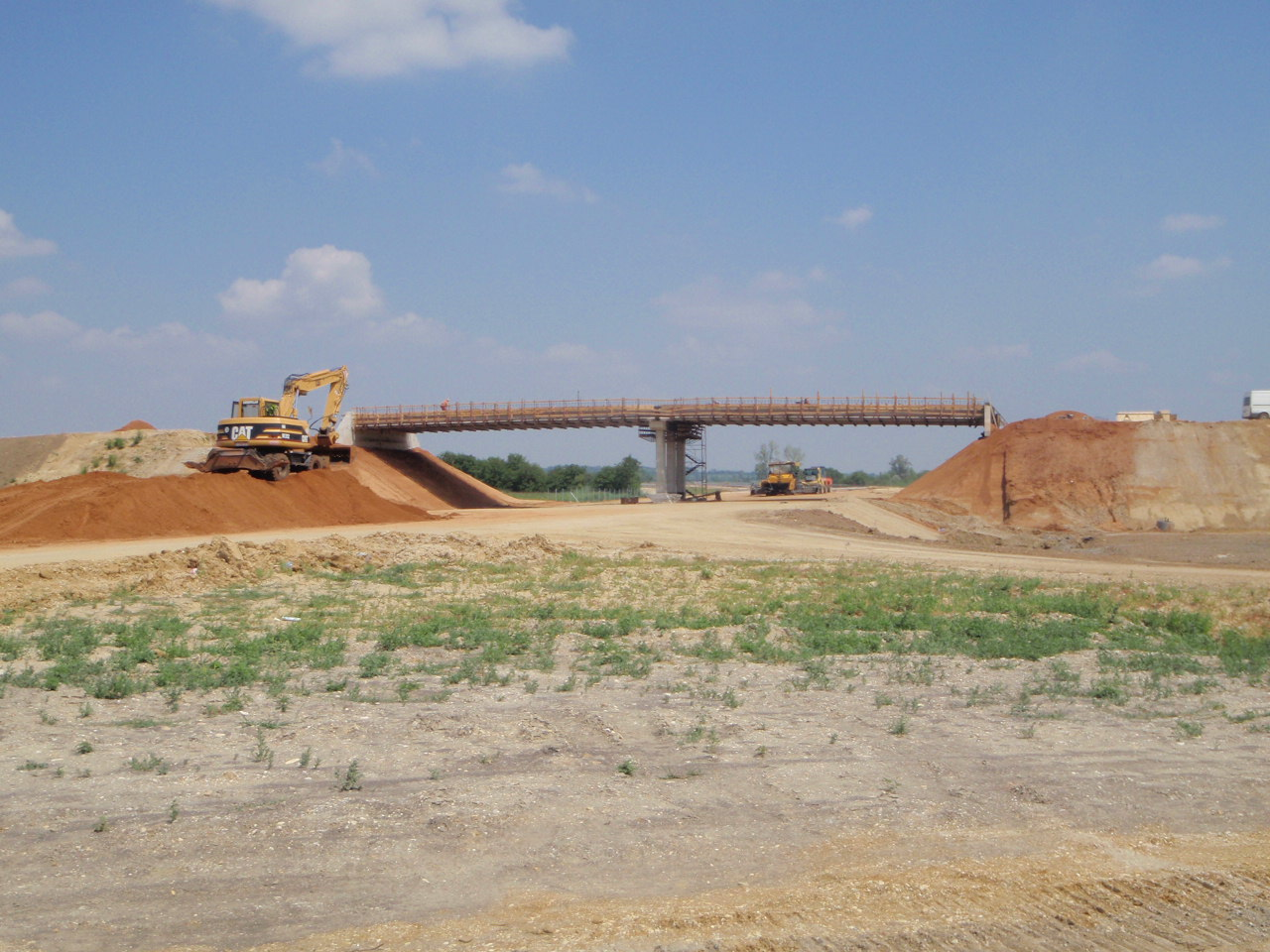
Felüljáróépítés az M86-os autóúton Ölbő közelében

2001-ben az M7-es autópálya Martonvásár és Székesfehérvár közötti bal oldali pályáját bővítették 3 sávosra, 2002-ben pedig a Balatonaligától Zamárdiig tartó autóutat fejlesztették 2x2 sávos autópályává. Még 2002 októberében átadták a 61 kilométeres Füzesabonytól Polgárig tartó M3-t és ennek a 151-es csomópontjánál kezdődő M30-t, Emődig. 2003-ban az M9-es autóút Szekszárd és Dusnok közötti szakaszának az átadására került sor. Ezen a szakaszon található a Szent László Duna-híd. Az M30-t Nyékládházáig bővítették. 2004-ben a Polgár és Görbeháza közötti rövidke szakaszát adták át az M3-nak. Az M30-ból szintén adtak át egy darabot, Nyékládháza és Miskolc között. Az M7-es Becsehely és Letenye közötti darabját és az M70-es Tornyiszentmiklósig érő részét is birtokukba vehették az autósok. 2005-ben az M0-s M5-M4-ig érő része készült el. Az M5-ös autópálya már Szegedig ért. Ezzel egyidejűleg a 3 kilométeres M43-as is átadásra került. Még 2005-ben avatták fel az M7-es Balatonszárszó és Ordacsehi közötti szakaszát. A 2006-os esztendőben megnyitották a Nyíregyházát elkerülő M3-t, és a „debreceni autópályát”, az M35-öt. Az M6-os Érd és Dunaújváros közé eső darabját is birtokukba vehették az autópályán közlekedők. Az M7-es elhagyta a Balatont. Elkészült az Ordacsehi és Balatonkeresztúr közötti szakasz is. Még ezek mellett a Szegedtől Röszkéig tartó M5-ös autópálya hiányzó darabját is átadták, a magyar-szerb határátlépővel együtt. 2007-ben sor került az M8-as Pentele hídjának, az M7-es Kőröshegyi völgyhídjának az átadására. Az M7-es még Nagykanizsa és Sormás közt is megnyílt és a már régóta várt Görbeháza-Nyíregyháza közötti M3-as is az autósok birtokába került. 2008-ban pedig a fővárosi körgyűrű keleti szektora és a Megyeri hídja is megnyílt a forgalom számára. A még hiányzó úgynevezett Érdi-tetőt is átadták, ami az M6-os autópálya része. A hiányzó Balatonkeresztúrtól Nagykanizsáig érő M7-t is átadták két részben, 2008 nyarán. Ezek mellett még két autópályás országhatár - M7 és M70 - is elkészült.
Szombathely gyorsforgalmi úttal való bekötésére 1995-től készültek tervek, majd a megvalósítása 10 évet vett igénybe 2006-2016. között. A kivitelezés 9 szakaszban valósulhatott meg és 158 milliárd forintba került, 85%-os európai uniós támogatás mellett. A hazai útépítésben egyedi megoldás lett a 2015-ben átadott Csorna város elkerülő szakasza, mivel ez volt az első fonódó és elváló gyorsforgalmi út kialakítás, két eltérő irányú autóút találkozásával. Az M85 és M86 autóutak közös nyomvonalra való egyesítése és szétosztása a 2×3 sávos pályával 3,5 km-en együtt vezetett gyorsforgalmi úttal valósult meg, miközben két vasútvonalat felüljáróval együttesen kereszteznek.

## Teljesen elkészült sztrádák
Az országhatárokat tekintve az M1-es autópálya 1996-ban elsőként érte el az osztrák határt, majd ezt követte az M15-ös a szlovák határnál 1998-ban, 2005-ben pedig a szlovén határt elérő M70-es autóút. (Utólag mindkettőt autópályává szélesítették.) 2006 márciusában az M5-ös elérte a szerb határt. A horvát határnál a Mura feletti Zrínyi híd átadásával 2008-ban az M7-es autópálya is csatlakozott a szomszédos ország autópálya rendszeréhez. 2015-ben az M43-as autópálya a román határig nyújtózkodott. Távlatban az M3-as, M30-as, M34-es, M4-es, M6-os, M60-as, M8-as, M85-ös, M87-es autópályák/autóutak is elérhetik a magyar határt.

## Tervek 2019-től
A Magyarország és egyes kiemelt térségeinek területrendezési tervéről szóló 2018. évi CXXXIX. törvény alapján változott egyes gyorsforgalmi utak kijelölése. Budapestet elkerülő M0 gyorsforgalmi út nyugati szakasza helyett az M10-es autóút Budapest–Esztergom–(Szlovákia) és a korábbi R11-es gyorsútként jelölt, új számozás alapján M100 gyorsforgalmi út került Bicske térsége (M1)–Kesztölc (M10) nyomvonalon kijelölésre. Számozás tekintetében új elem az M8-as gyorsforgalmi út Szolnok–Füzesabony szakasza helyett kijelölt M32-es gyorsforgalmi út, továbbá az épülő M8 nyugati szakaszának M80 gyorsforgalmi útként való kijelölése S7–Szentgotthárd térsége–Körmend–Vasvár között. Az M8-as autóút 2003-as OTrT-ben kijelölt nyomvonalából a Vasvártól Balatonfőkajár között jelölt új gyorsforgalmi út nyomvonal helyett kiemelt szolgáltatást nyújtó főút besorolást kapott, itt a Herend-Veszprém szakasz már korábban 2×2 sávos kialakítást nyert, megújult a Szemenye-Hosszúpereszteg közötti szakasz, elkészült a 710-es főút és építés alatt van annak az M7-es autópályához csatlakozó szakasza.

## Soha el nem készült autópályák, elvetett nyomvonalak
Magyarországon az 1980-as évek óta több koncepció is készült a gyorsforgalmi úthálózat fejlesztésére. Az autópályák többsége tervezőasztalra került, illetve már meg is épült, de vannak olyanok, amelyek a feledés homályába merültek, vagy még csak szó sem esett róluk. A legnagyobb szabású terv a Déli autópálya volt, amelyet még 1990-ben terveztek és napjainkra mindössze az M43-as autópálya készült el belőle.
A leghíresebb elvetett nyomvonalváltozatok közé tartozik az M1-es autópálya Győrt észak felől elkerülő szakasza, amelynek maradványa a mai M19-es út. Az M0 autóút déli szektorát a rendszerváltás idején a Ferihegyi repülőtér alatt kívánták elvezetni, ezért került kialakításra az út déli szakaszának keleti vége, amely „ráfordul” Budapest XVIII. kerületének lakott részére (napjainkban már M51 néven üzemel). Jelentősen módosították az 1990-es évek végén az M3-as autópálya nyomvonalát, amelyet korábban közvetlenül az Északi-Középhegység lábánál terveztek elvezetni.

### Déli autópálya
A déli autópálya (röviden: DAP) egy egykori tervezett gyorsforgalmi út Magyarország déli határai mentén. Az út megépítésének ötlete az 1989-es rendszerváltást követően merült fel. A körülbelül 700 kilométer hosszú út Magyarország leghosszabb autópályája lett volna, megépítésére egy részvénytársaság is létrejött. A vállalkozás több éven át hiába kísérletezett az út engedélyeztetésével, ám nem sikerült megteremteni az útépítés pénzügyi feltételeit sem. A déli autópálya végül csak terv maradt. Napjainkra ugyan rövidebb gyorsforgalmi útszakaszok már megépültek az egykori nyomvonal mentén, de a teljes déli autópálya megépítése továbbra sem valószínű.

## Gyorsforgalmi utak építéstörténete

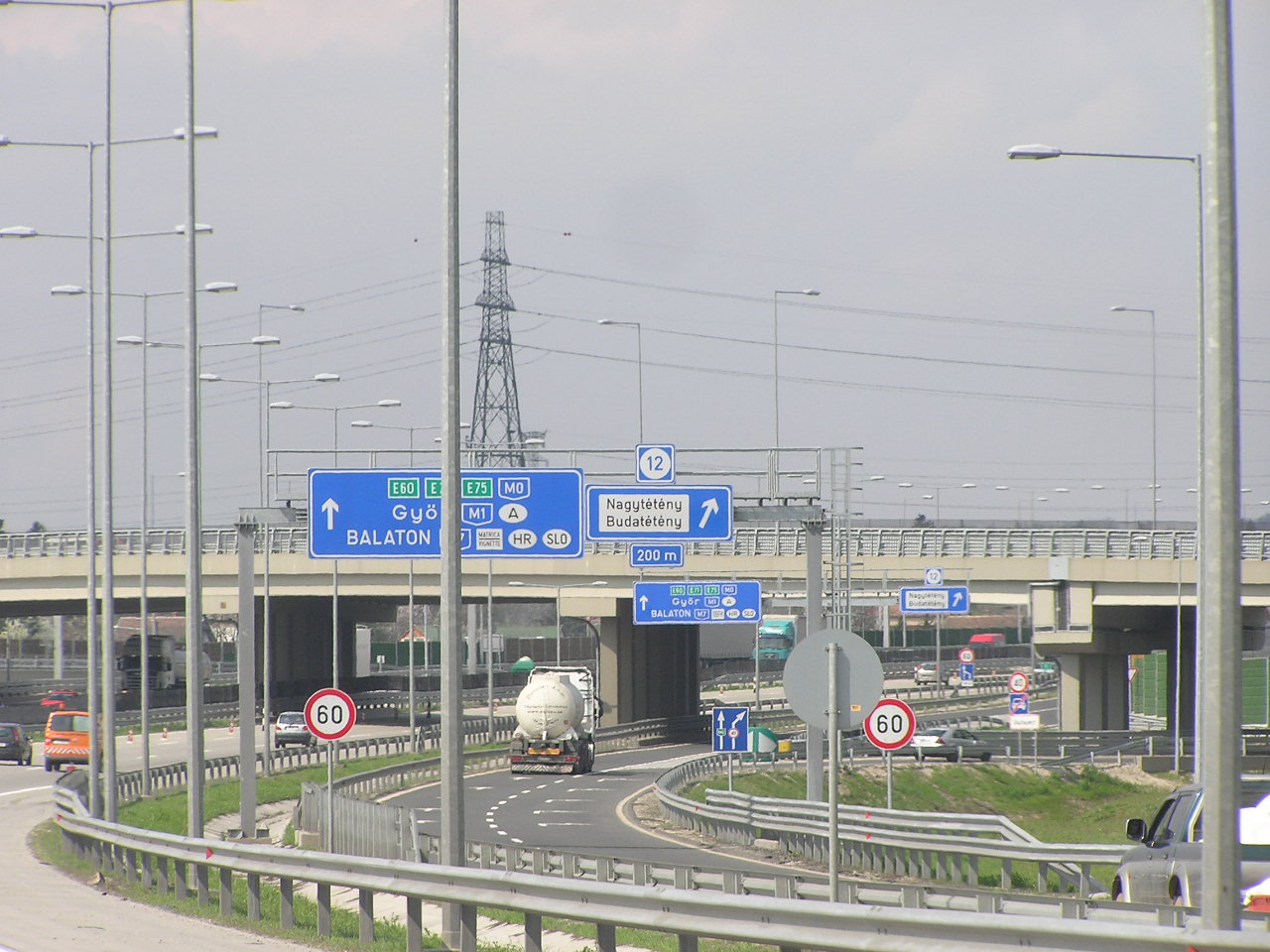
Az M0-s autóút déli szektora Diósdnál

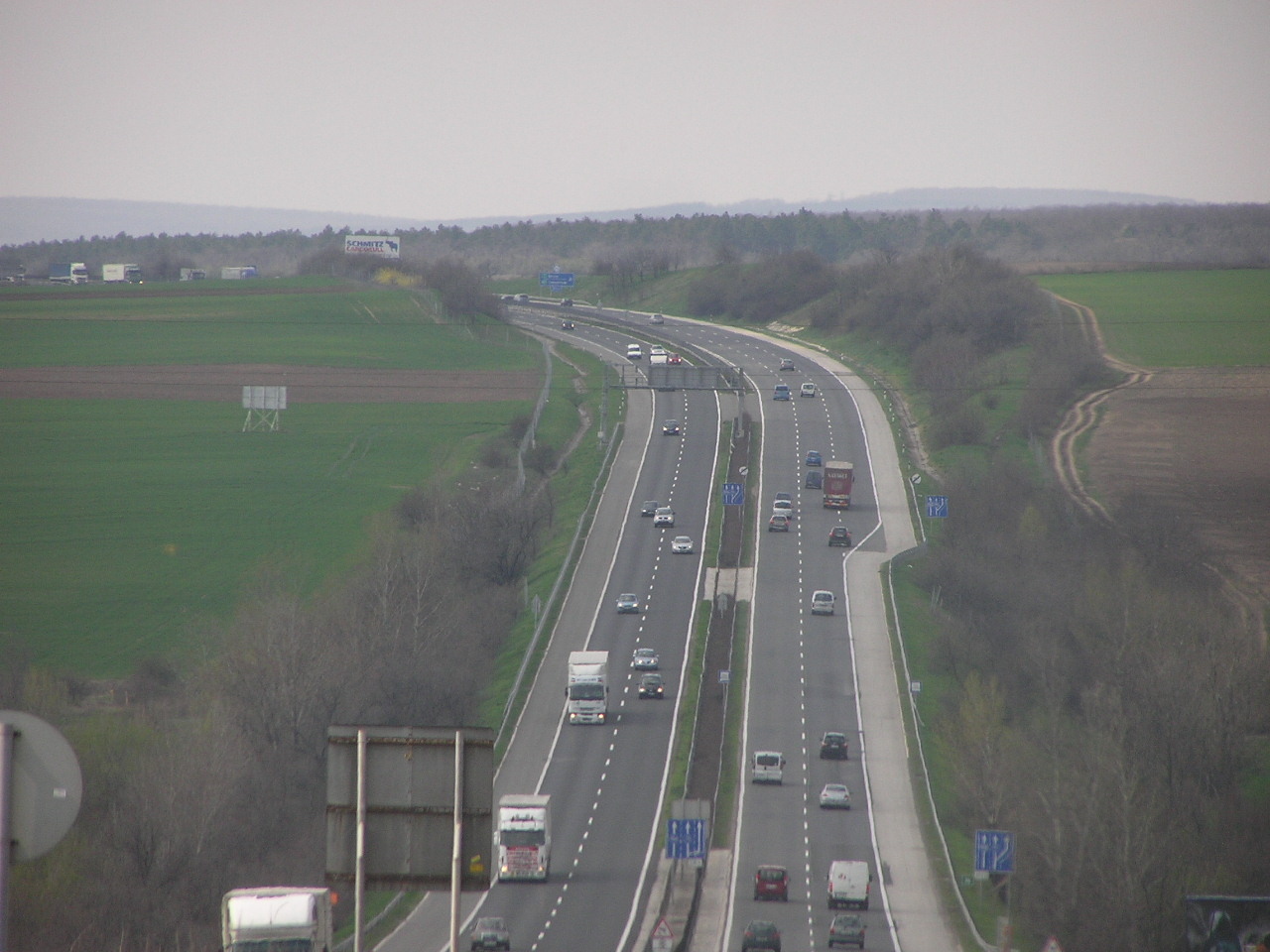
Az M1-es autópálya Bicske közelében

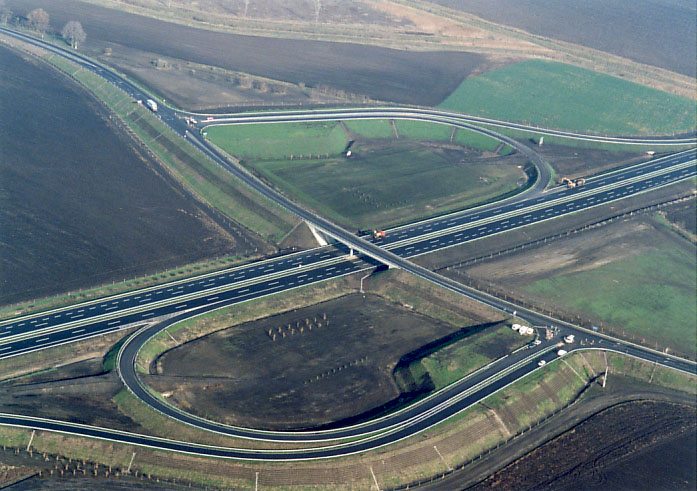
Az M3-as autópálya egyik csomópontja

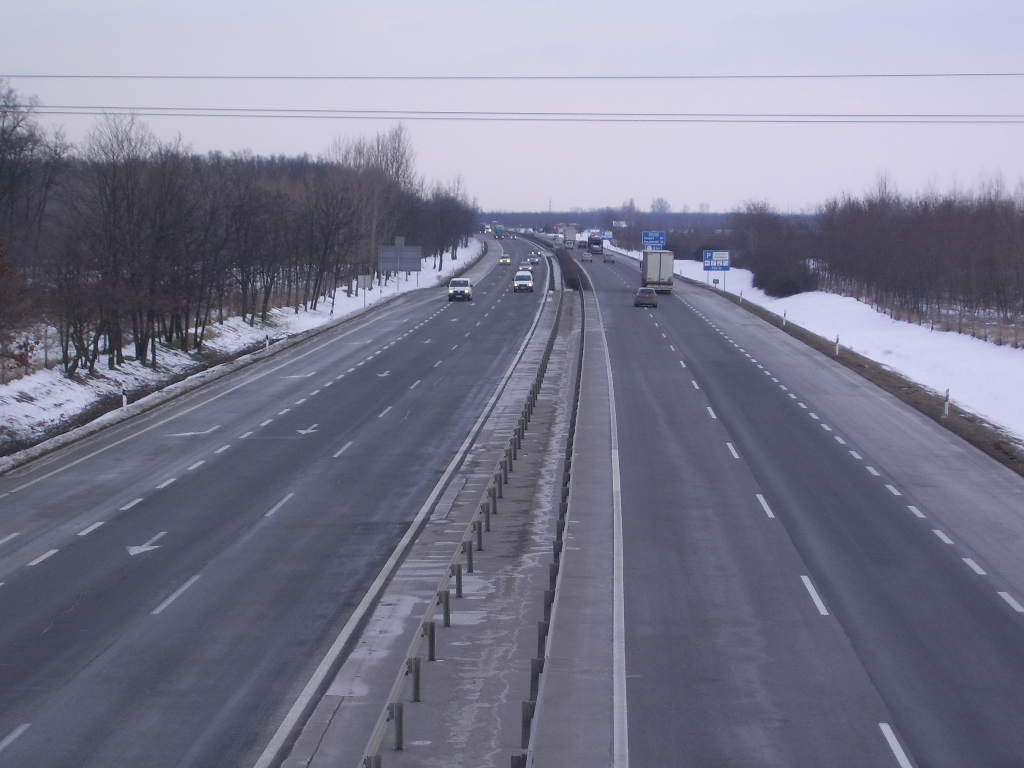
Az M5-ös autópálya Pusztavacs térségében

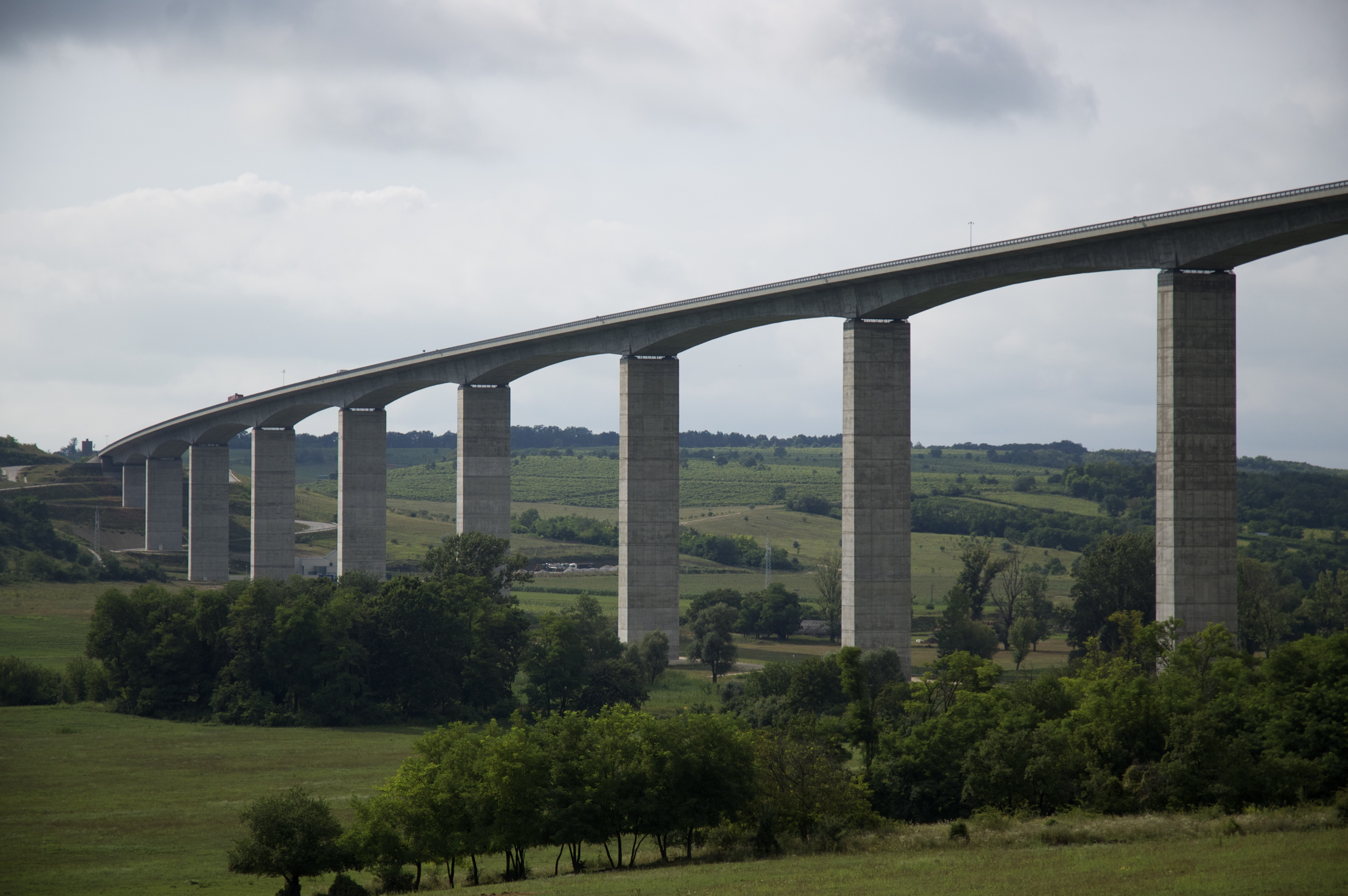
A Kőröshegyi völgyhíd, az M7-es autópálya része

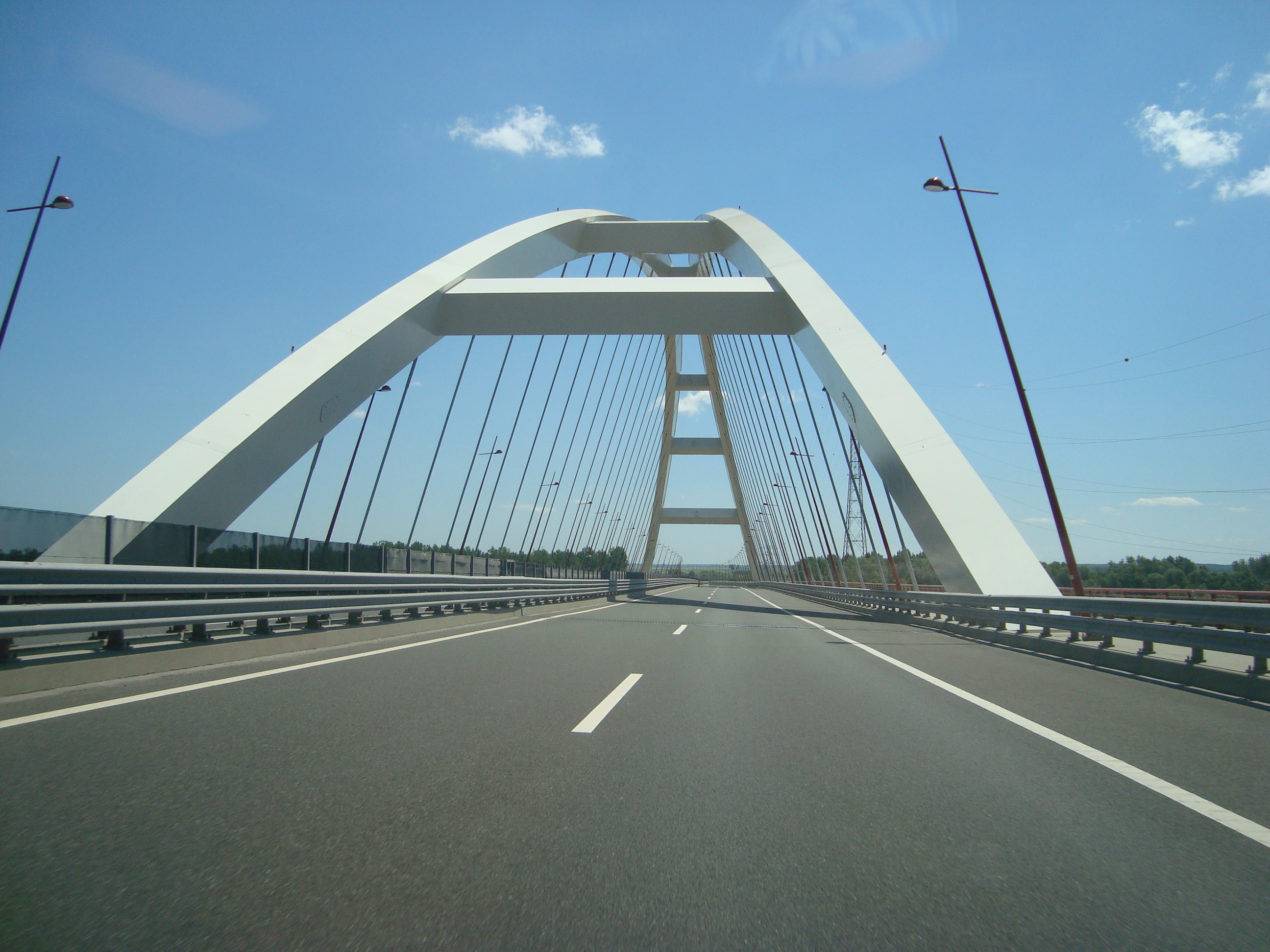
A Pentele híd, a későbbi M8-as autópálya része

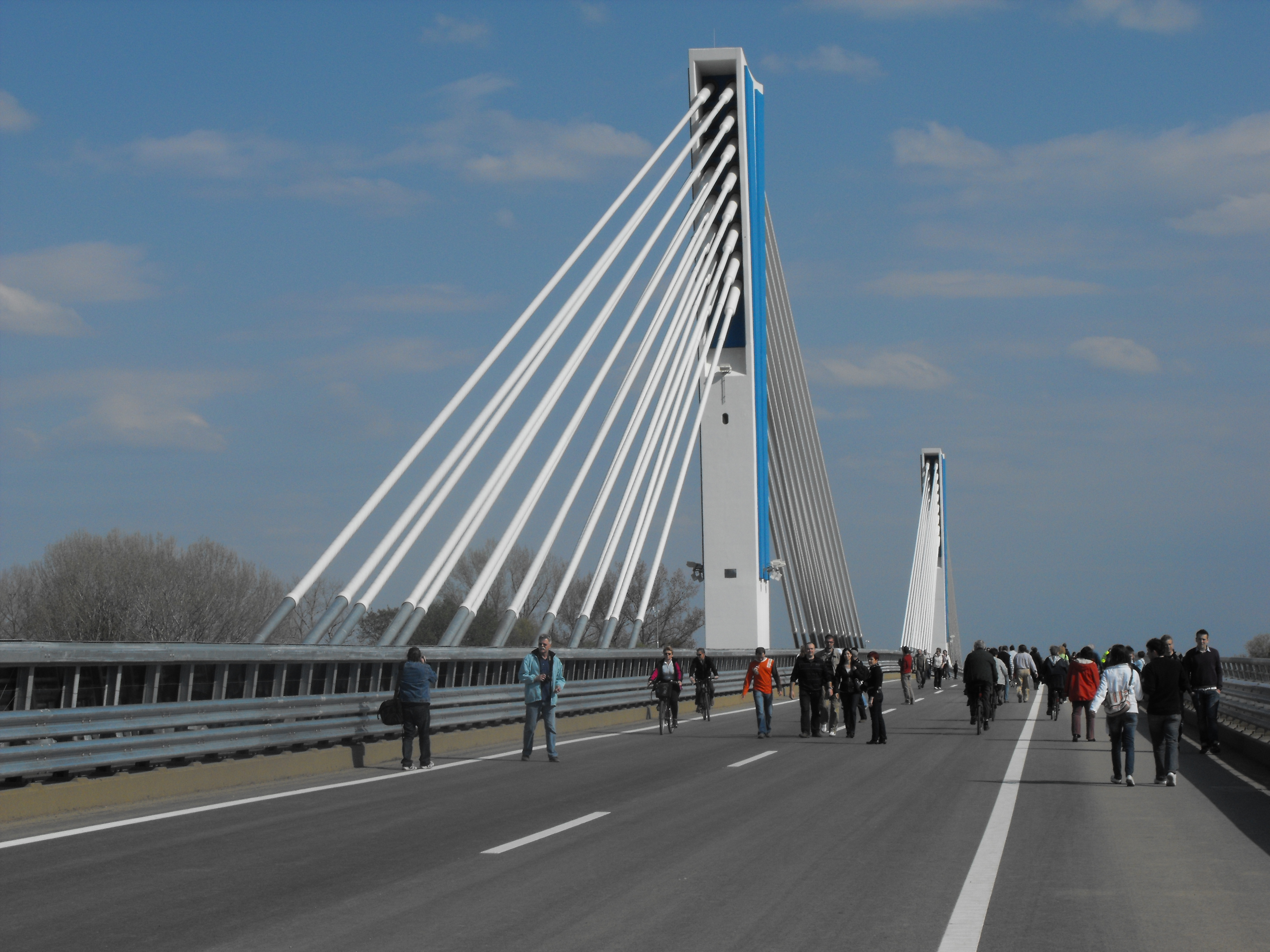
A Móra Ferenc híd a Tisza folyó fölött

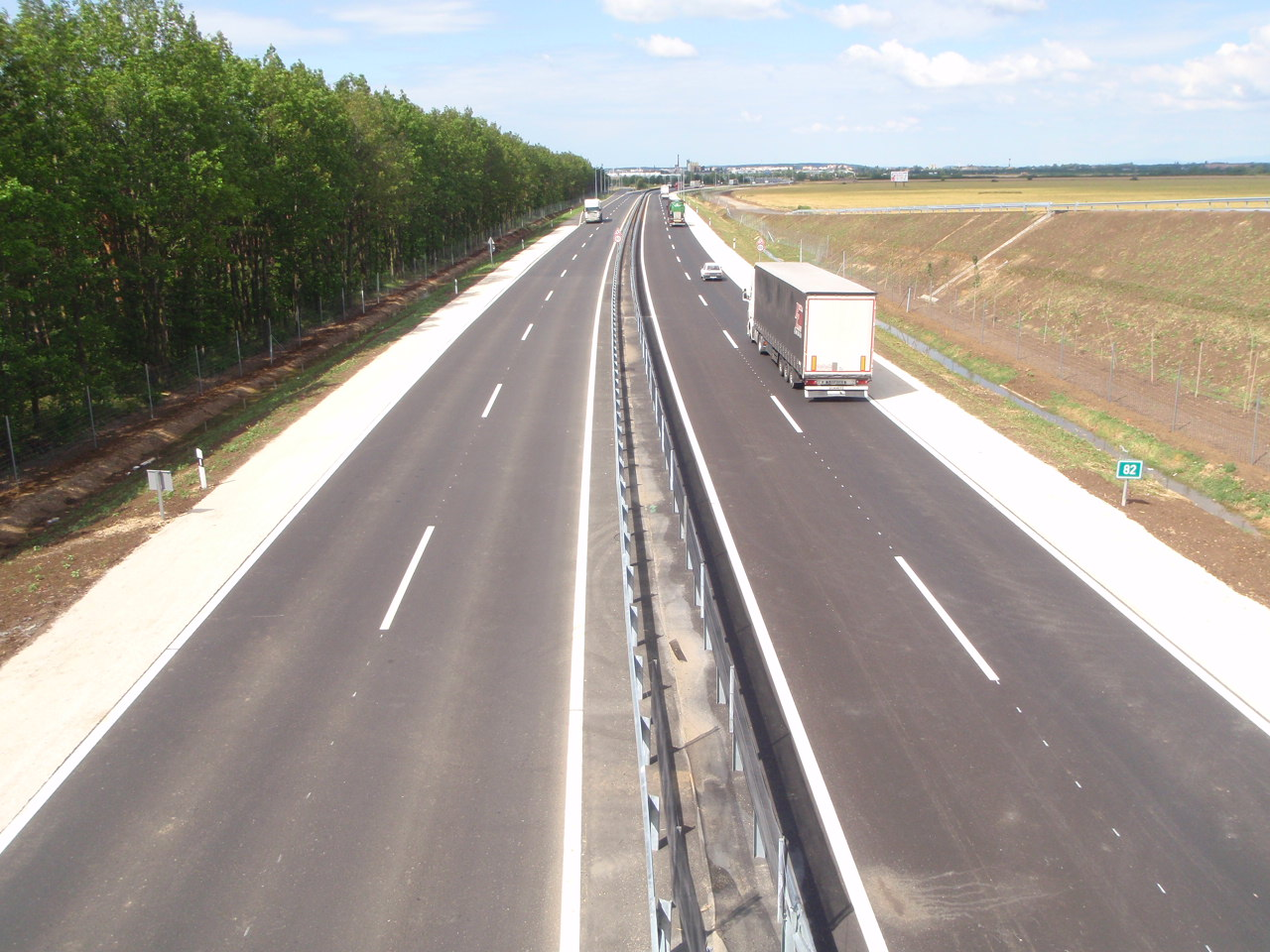
Az M86-os autóút Szombathely közelében

M0-s autóút – 108 km / 79 km – (Budapest körgyűrű)
- 1994 / Budaörs – Érd (J) : 15 km
  - 2015. július 22. /  Budaörs –  Érd közötti irányonként három forgalmi sávos szakasz (B)
  - 2012. június 26. /  –  közötti 2x3 sávos szakasz (B)
- 1990 / Érd – Dunaharaszti (J) (Deák Ferenc híd és Ráckevei-Duna híd) : 15 km
  - 2013. június 30. /  –  közötti 2x3 sávos szakasz (B)
- 1988 / Dunaharaszti – Soroksár (J) : 6 km – ez az útszakasz -es autóút néven szerepel
- 2013. augusztus 31. /  –  – M0 keleti szakasz csomópontja közötti új 2x3 sávos szakasz : 6,3 km
- 2005 / -es autópálya – -es autóút közötti pályaszakasz : 12 km
- 2008. szeptember 16. / -es autóút – -as autópálya közötti pályaszakasz : 30 km
- 1998 / Rákospalota – Dunakeszi : 6 km
- 2008 / Dunakeszi – Budakalász (Megyeri híd) : 3 km

 M1-es autópálya – 167 km
- 1965 / Budapest – Budaörs : 7 km – -es autópályával közös szakasz
  - 1978 / Budapest – Budaörs (a pályaszakasz 2x3 sávossá bővítése)
- 1981 / Budaörs – Budakeszi (J)
  - 1986 / Budaörs – Zsámbék : 8 km
- 1985 / Zsámbék – Bicske : 13 km
- 1982 / Bicske – Tatabánya : 17 km
- 1975 / Tatabánya – Komárom (B) : 29 km
- 1977 / Komárom – Győr-kelet + -es út (B) : 32 km
  - 1990 / Tatabánya – Győr-kelet (J)
- 1994 / Győr-kelet – Ménfőcsanak : 8 km
- 1994 / Ménfőcsanak – Győr-nyugat : 14 km
- 1996 / Győr-nyugat – Hegyeshalom /  -es autópálya : 42 km

 M2-es autóút – 70 km / 32 km
- 1998 / Budapest – Vác (J) : 32 km (átadásakor 2A-s út)

 M3-as autópálya – 307 km / 280 km
- 1978. október 16. / Budapest – Gödöllő : 14 km
- 1980. október 31. / Gödöllő – Hatvan : 29 km
- 1983 / Hatvan – Gyöngyös : 15 km
- 1998. szeptember 1. / Gyöngyös – Füzesabony : 44 km
- 2002 / Füzesabony – Polgár : 61 km
- 2004 / Polgár – Görbeháza : 11 km
- 2007. augusztus 31. / Görbeháza – Nyíregyháza : 41 km
- 2006. augusztus 5. / Nyíregyháza – Nagykálló : 8 km
- 2013. január 16. / Nagykálló – Őr : 33,8 km
- 2014. október 10. / Őr – Vásárosnamény : 11,9 km

 M4-es autópálya – 233 km / 38 km
- 2005. december 17. / Budapest – Üllő : 12 km – átadásakor a 4-es főútvonal része
- 1974 / Albertirsa – Cegléd : 17 km – átadásakor a 4-es főútvonal része
  - 2004 és 2005 / Ceglédbercel és Cegléd közelében két rövidebb szakaszon 2x2 sávra bővítés
  - 2018. augusztus 16. / Ceglédbercel - Cegléd: 8 km[6]
- 2003 / Törökszentmiklós elkerülő (J) : 7 km
- 2011. július 6. / Kisújszállás elkerülő (B) : 11 km
- 2018. december 20. /  Berettyóújfalu - 47. sz. főút : 4 km[7]

 M5 – 173 km / 173 km
- 1985 / Budapest – Ócsa (2x2 sáv) + Ócsa – Örkény (B) : 44 km
  - 1986 / Ócsa – Inárcs (J) : 5 km
  - 1990 / Inárcs – Újhartyán (J) : 9 km
- 1989 / Örkény – Kecskemét-észak (B) : 30 km
  - 1996 / Újhartyán – Kecskemét-észak (J) : 30 km
- 1997 / Kecskemét-észak – Kecskemét-dél : 16 km
- 1998 / Kecskemét-dél – Kiskunfélegyháza : 19 km
- 2005 / Kiskunfélegyháza –  Szeged : 51 km
- 2006 / Szeged – Röszke /   : 14 km

 M6 – 212 km / 193 km
- 2008. szeptember 23. /  Budapest – Érdi-tető : 7 km
- 2006. június 11. / Érdi-tető – Dunaújváros : 68 km
- 2010. március 31. / Dunaújváros – Bóly : 118 km

 M7 – 225 km / 225 km
- 1965 / Budapest – Budaörs : 7 km – -es autópályával közös szakasz
  - 1978 / Budapest – Budaörs (az autópályaszakasz 2x3 sávossá bővítése)
- 1966 / Budaörs – Martonvásár (J) : 18 km
  - 1972 / Budaörs – Martonvásár (B) : 18 km
- 1967 / Martonvásár – Velence (J) : 15 km
- 1973 / Martonvásár – Székesfehérvár (B) : 27 km
  - 2001 / Martonvásár – Székesfehérvár (B-3 sáv) : 30 km
  - 1968 / Velence – Székesfehérvár (J) : 12 km
- 1970 / Székesfehérvár – Balatonaliga (J) : 33 km
  - 1975 / Székesfehérvár – Balatonaliga (B) : 33 km
- 1971 / Balatonaliga – Zamárdi (J) : 22 km
  - 2002 / Balatonaliga – Zamárdi (B) : 22 km
- 2007 / Zamárdi – Balatonszárszó (Kőröshegyi völgyhíd) : 13 km
- 2005 / Balatonszárszó – Ordacsehi : 20 km
- 2006 / Ordacsehi – Balatonkeresztúr : 25 km
- 2008 / Balatonkeresztúr – Nagykanizsa : 37 km
- 2007 / Nagykanizsa – Becsehely : 11 km
- 2004 / Becsehely –  Letenye : 6 km
- 2008 / Letenye – Zrínyi Miklós híd /   : 800 m

 M8 – 330,2 km / 34,5 km
- 2006 /  – Dunaújváros : 5 km
- 2007 / Dunaújváros – Dunavecse (Pentele híd) : 5 km

 M9 – 335 km / 20,6 km
- 2003 / Szekszárd – Dusnok (Szent László híd) : 20,6 km

 M15 – 14 km / 14 km
- 1998 /  Levél – Rajka (J) /   : 15 km
- 2019 /  Levél – Rajka a pályaszakasz 2x2 sávossá bővítése /   : 15 km

 M25 – 18,5 km / 4 km
- 2018. november 7. / Andornaktálya - Eger : 4 km[8]

 M30 – 87 km / 30 km
- 2002 /  Igrici – Emőd : 6 km
- 2003 / Emőd – Nyékládháza : 8 km
- 2004 / Nyékládháza – Miskolc : 15 km
- 2018. január 16. / Tornyosnémeti - országhatár /   : 1,7 km[9]

 M31 – 12 km / 12 km – M3 és az M0-s közötti tranzitkapcsolat
- 2010. július 26. /  Nagytarcsa –  Gödöllő : 12 km

 M35 – 66 km / 66 km
- 2006. december 15. /  Görbeháza – Debrecen, 4. sz. főút : 44 km
- 2017. december 13. / Debrecen, 4. sz. főút - 481. sz. főút : 5,4 km[10]
- 2018. december 20. / Debrecen, 481. sz. főút -  Berettyóújfalu : 18,7 km[7]

 M43 – 57,7 km / 57,7 km
- 2005. december 10. /  – Szeged-észak : 3 km
- 2010. október 7. / Szeged-észak – Hódmezővásárhely : 7,7 km
- 2011. április 20. / Sándorfalva – Makó (Móra Ferenc híd) : 23,9 km
- 2015. július 11. / Makó – Csanádpalota /   : 23,1 km

 M60 – 56 km / 30,2 km
- 2010. március 31. /  Bóly – Pécs : 30,2 km

 M70 – 21 km / 21 km
- 2004 /  Letenye – Tornyiszentmiklós (B) : 18 km
- 2008 / Tornyiszentmiklós /   : 3 km

 M85 - 89  km / 83 km
- 2015. szeptember 9. /  Győr – Rábapatona : 5 km
- 2011. december 21. / Enese elkerülő : 7 km
- 2015. szeptember 9. / Enese – Csorna-dél : 10 km[11] – Csornai elkerülő az -os autóúttal közös 2x3 sávos szakasz
- 2017. december 15. / Csorna-dél - Csorna-nyugat/Farád : 4,5 km[12]
- 2020. december 16. / Csorna-nyugat/Farád - Sopron-Kelet : 57,9 km
- 2021. június 9. / Sopron-Kelet -  Balfi csomópont : 2,5 km
- 2021. december 10. / Balfi csomópont – Fertőrákos csomópont : 6,4 km

 M86 – 115 km / 70,96 km
- 2014. július 24. / Szombathely – Vát : 9,2 km
- 2009. június 10. / Vát elkerülő : 5 km
- 2010. december 15. / Szeleste elkerülő : 4 km
- 2015. szeptember 18. / Szeleste – Hegyfalu : 7,5 km[13]
- 2016. október 25. / Hegyfalu – Csorna-kelet : 33,4 km[14] – Csornai elkerülő az -ös autóúttal közös 2x3 sávos szakasz

## Külső hivatkozások
- A NIF honlapja